# Rivière Noire (Shawinigan)
Pour les articles homonymes, voir Rivière Noire.
La rivière Noire est un affluent de la rive est de la rivière Saint-Maurice, coulant vers le sud sur 3,6 km dans le territoire de Hérouxville de la MRC Mékinac et vers le sud-ouest sur 4,2 km dans Shawinigan (secteur Saint-Georges-de-Champlain), dans la région administrative de la Mauricie, dans la province de Québec, au Canada.

## Géographie
La rivière Noire tire ses sources d'une zone humide située à quelques centaines de mètres au nord du chemin du rang Saint-Pierre-Nord et de divers ruisseaux agricoles situés à l'ouest de la route 153, à l'ouest du village d'Hérouxville. Elle s'abreuve notamment du cours d'eau Duchesne (situé à 5,2 km de la confluence).
La rivière se dirige à priori vers le sud dans Hérouxville, puis entre dans le territoire de l'ancienne municipalité de village de Saint-Georges (aujourd'hui un secteur de la ville de Shawinigan). Puis la rivière oblique vers les sud-ouest en passant près de la gare ferroviaire de Garneau-Jonction. Elle traverse alors le secteur Saint-Georges en récupérant les eaux notamment de la "branche Trahan" à 1,9 km de son embouchure. En somme, la rivière coule en parallèle (du côté ouest) au chemin de fer du Canadien National et à la route 153.
Les eaux se déversent dans une longue baie qui constitue un appendice au réservoir artificiel généré par le barrage hydroélectrique érigé sur la rivière Saint-Maurice, dans le secteur Saint-Georges de la ville de Shawinigan. Un magnifique belvédère municipal a été aménagé sur la rive sud de cette baie étroite. Depuis 2023, le site est entretenu par Marie-Ève Bergeron et Guy Boisvert, ils s'assurent de l'animer, le décorer et veillent à l'entretien des sentiers.

## Toponymie
Le toponyme rivière Noire a été officialisé le 5 décembre 1968 à la Banque des noms de lieux de la Commission de toponymie du Québec.